# 洛尔
洛尔（法語：Lor，法語發音：[lɔʁ]）是法国上法蘭西大區埃纳省的一个市镇，位于该省东部，属于拉昂区。

## 地理
洛尔（49°31'51"N, 4°2'58"E）面积8.87 平方千米，位于法国上法蘭西大區埃纳省，该省份为法国北部内陆省份，北起北部省，西接索姆省和瓦兹省，东临阿登省和马恩省，西南至塞纳-马恩省，东北部与比利时接壤。
与洛尔接壤的市镇（或旧市镇、城区）包括：拉马尔迈松、尼济勒孔特、勒图尔。

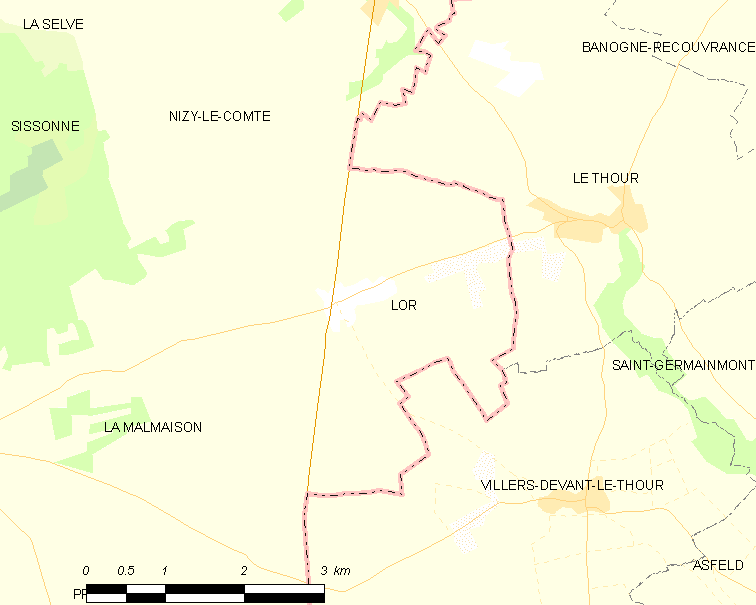
洛尔的OSM定位图

洛尔的时区为UTC+01:00、UTC+02:00（夏令时）。

## 行政
洛尔的邮政编码为02190，INSEE市镇编码为02440。

## 政治
洛尔所属的省级选区为埃纳河畔新城县。

## 人口

1962-2008年间洛尔人口变化图示

洛尔于2022年1月1日时的人口数量为139人。